# HBE 10–12
Die Lokomotiven HBE 10–12 gehören zu einer Reihe von Tenderlokomotiven der Achsfolge 1'D1', die von Hanomag für die Halberstadt-Blankenburger Eisenbahn (HBE) gebaut wurden. 1927 wurden drei Lokomotiven in Dienst gestellt. Die Lokomotiven kamen nach dem Zweiten Weltkrieg zur Deutschen Reichsbahn und wurden als 93 6776–6778 bezeichnet. Sie waren bis 1969 im Einsatz und wurden dann ausgemustert sowie verschrottet.

## Geschichte und Einsatz
Die Halberstadt-Blankenburger Eisenbahn (HBE) führte nach dem Ersten Weltkrieg eine umfassende Erneuerung ihres Fahrzeugparkes durch. Nachdem die Gesellschaft mit der HBE Tierklasse den unwirtschaftlichen Zahnstangenbetrieb ersetzen konnte, suchte sie nach einer Lokomotive, die sowohl den Steilstrecken- als auch den Flachstreckenabschnitt bedienen konnte. Daher wurden 1927 von Hanomag drei universell einsetzbare Lokomotiven geliefert, die die Bezeichnungen HBE 10–12 erhielten.
Die Lokomotiven bewährten sich gut, so dass die Konstruktion von anderen Bahnverwaltungen übernommen wurde, wie etwa die Köln-Bonner Eisenbahn.
Sie konnten auf der größten Steigung der Rübelandbahn noch 138 t mit 15 km/h befördern. Bei Versuchsfahrten schafften sie 180 t mit 10 km/h und konnten in gleichen Gefälle 130 t mit der Riggenbach-Gegendruckbremse abbremsen. Eingesetzt wurden die Loks sowohl im Güterzug- als auch im Personenzugdienst. Abgelöst wurden sie von den Elektrolokomotiven der Baureihe E 251. Die Lokomotiven waren die schwersten und leistungsfähigsten Vierkuppler, die die Deutsche Reichsbahn 1950 übernahm.
Eingesetzt waren die Lokomotiven in Blankenburg. Die 93 6776 kam nach der Ablösung zum Bw mit Halberstadt und war die erste ihrer Gattung, die 1968 ausgemustert wurde. Die beiden anderen Lokomotiven wurden 1969 in Blankenburg ausgemustert. Alle Loks wurden noch im gleichen Jahr verschrottet, nachdem sie zuvor noch als Heizlokomotiven eingesetzt wurden.

## Technische Merkmale
Die Lokomotiven waren mit einem besonders kräftigen Barrenrahmen mit 100 mm Stärke ausgerüstet, er war durch die Pufferbohlen, den Rauchkammerträger, Gleitbahnträger und zusätzlichen Querversteifungen zusätzlich versteift. Die Lokomotivmasse war in vier Punkten gegen das Laufwerk abgestützt, die Laufradsätze und die jeweils benachbarten Kuppelachsen bildeten die Abstützpunkte. Die Laufradsätze waren mit dem benachbarten Kuppelradsatz zu einem Krauss-Helmholtz-Lenkgestell zusammengefasst. Dadurch ergab sich ein fester Achsstand von lediglich 1.700 mm durch die inneren Kuppelachsen. Angetrieben wurde der dritte Kuppelradsatz.
Der Langkessel bestand aus zwei Schüssen und hatte einen lichten Durchmesser von 1.800 mm bei einer Blechstärke von 20 mm. Die kupferne Feuerbüchse hatte eine Stärke von 16 mm. Bei einem Ersatz dieser Feuerbüchse durch eine stählerne änderte sich die Anzahl der Heiz- und Rauchrohre. Die Lokomotive war mit einem selbsttätigen Luftsaugeventil auf der Nassdampfkammer des Dampfsammelkastens ausgerüstet. Bei geöffneten Regler war es durch den Dampfdruck geschlossen, bei geschlossenem Regler diente es der Verbesserung des Druckausgleiches in den Zylindern und kühlte gleichzeitig den Überhitzer. Der Schornstein war doppelwandig ausgeführt und diente als Schalldämpfer für die Riggenbach-Gegendruckbremse. Für die Kesselspeisung wurden zwei Strahlpumpen unterschiedlicher Bauart eingesetzt und später bei der DR durch solche der Regelbauart ausgetauscht.
Für den Steilstreckenbetrieb waren sie mit einer Riggenbach-Gegendruckbremse ausgerüstet. Die Besandungsanlage war dem Steilstreckenbetrieb angepasst; jede Achse konnte von vorn und hinten besandet werden. Ursprünglich waren die Loks noch mit einer Petroleumbeleuchtung ausgerüstet, ab den 1930er Jahren erhielten sie die elektrische Beleuchtung mit einem Turbogenerator.